# Faculdade de Computação da UFU
A Faculdade de Computação - FACOM é uma das unidades pertencentes a Universidade Federal de Uberlândia
Tem sob sua responsabilidade o ensino, a extensão e a pesquisa na área de Tecnologia da Informação e Teoria da Computação. No Campus Santa Mônica, em Uberlândia, oferece os cursos de graduação em Ciência da Computação - Integral - (Modalidade Bacharelado), graduação em Sistemas de Informação - Noturno - (Bacharelado), Mestrado e Doutorado em Ciência da Computação (Título de Mestre/Doutor em Ciência da Computação). No Campus Monte Carmelo oferece o curso de Sistemas de Informação - Integral - (Modalidade Bacharelado).

## História

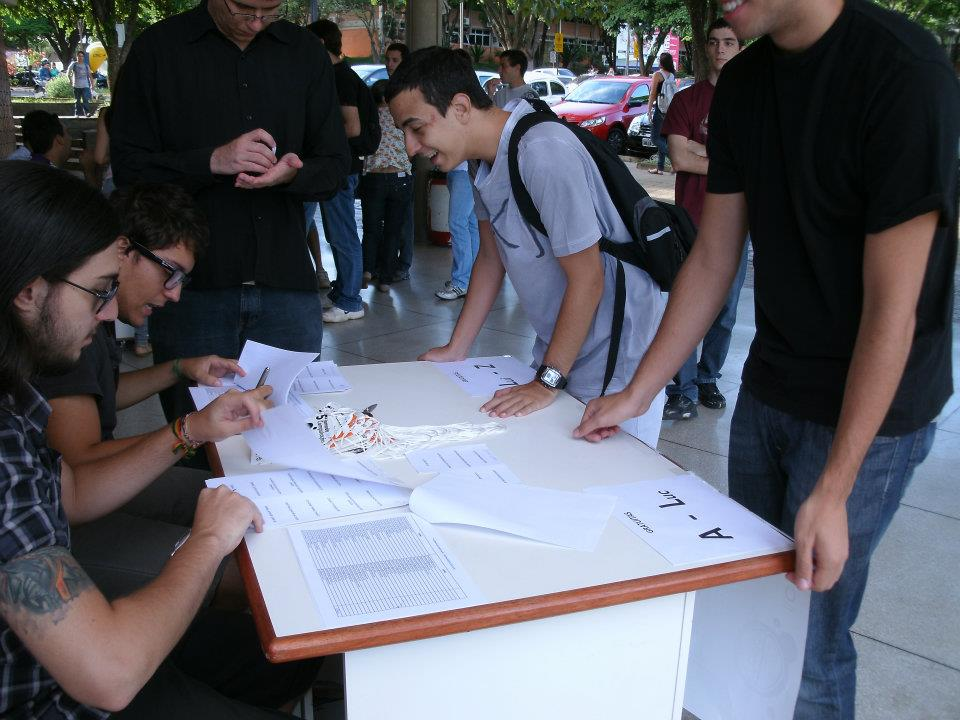
Inscrições para a 5ª Jornada de Computação (2012).

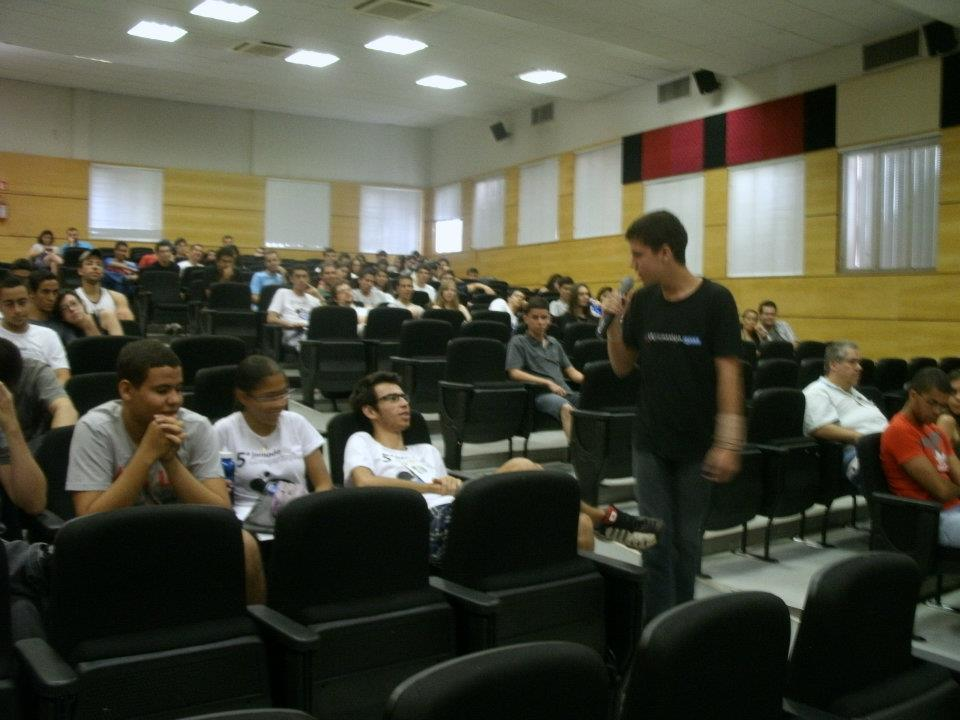
Discussão sobre a Wiki durante a 5ª Jornada de Computação.

A Universidade Federal de Uberlândia foi fundada em 14 de Agosto de 1978, com a associação de diversas faculdades isoladas como a Faculdade de Engenharia, a Escola de Medicina etc, mas somente em 24 de Maio de 1978 ocorreu sua federalização. Ela foi estruturada em três Centros denominados: Centro de Ciência Exatas e Tecnologia, CETEC; Centro de Ciências Humanas e Artes, CEHAR; e Centro de Ciências Biológicas, CEBIM.
No início de 1988 iniciou-se o curso de Bacharelado em Ciência da Computação da Universidade Federal de Uberlândia, inicialmente os professores desse curso estavam lotados nos Departamentos de Matemática e Engenharia Elétrica.
Em 17 de Dezembro de 1988, no âmbito do CETEC, foi criado o Departamento de Informática, com docentes provenientes dos departamentos de Engenharia Elétrica e de Matemática.  A partir dessa data, as atividades acadêmicas do Departamento de Informática foram estabelecidas, fundamentalmente através do ensino da área de conhecimento Computação para toda Universidade Federal de Uberlândia.

## Pós Graduação
O Programa de Pós-Graduação Stricto Sensu em Ciência da Computação (PPG-CC) da Universidade Federal de Uberlândia foi criado em Março de 2001, tendo iniciado suas atividades desde então, com recomendação da CAPES. O Programa desenvolve pesquisas com ênfase em 4 linhas de pesquisa. Conta com 15 professores orientadores permanentes, sendo 4 com Bolsa de Produtividade em Pesquisa do CNPq e 45 alunos de mestrado. Nos últimos anos, tem sido cada vez mais significativa a participação de alunos do PPG-CC no cenário científico nacional, com a apresentação de seus trabalhos nos principais congressos nacionais ligados às quatro linhas de pesquisa. Em 2010, o programa passou pela avaliação da CAPES e obteve nota 4, está, portanto, entre um dos melhores programas de mestrado do país. Em fevereiro de 2012 a FACOM terá a primeira turma de Doutorado em Ciência da Computação.

### Linhas de Pesquisa
- Ciência de Dados: Análise de Bioimagens (Bioimage informatics), Análise de Imagens Médicas, Big Databases, Big Data Visualization, Consultas por similaridade, Equações Diferenciais Parciais Aplicadas, Indexação e consultas em Big Data, Integração de Mineração de Dados com SGBD, Metodos Variacionais e deep learning aplicados em imagens, Métodos Variacionais e técnicas de otimização em aprendizagem de máquina, Mineração de dados não tradicionais, Processamento Digital de Imagens, Reconhecimento de Padrões, Redes Complexas, Visão Computacional, Visual Analytics, Visualização Científica, Visualização da Informação e Visualização de Redes Complexas
- Engenharia de Software: Redes de Petri, Workflow e Arquitetura Orientada a Serviços (SOA), Modelagem e Simulação de Video Games, Métodos Formais, Confiabilidade de Software (Software reliability), Envelhecimento de Software (Software aging), Aprendizado de Máquina Aplicado à, Engenharia de Software, Mineração de Repositórios de Software e Sistemas de Recomendação em Engenharia de Software
- Inteligência Artificial: Teoria dos Jogos, Computação Evolutiva – Autômatos Celulares, Planejamento, IA em Educação à Distância, Agentes Inteligentes e Sistemas Baseados em Conhecimento, Redes Neurais, Aprendizado de Máquinas, Otimização de Sistemas, Computação Científica e Biologia Computacional.
- Sistemas de Computação: Internet do Futuro, Internet das Coisas (Internet of Things – IoT), Projeto e Validação Formal de Protocolos, Redes de Nova Geração (NGN), VOIP, IMS (IP Multimidia Subsystems), Computação Móvel, Próxima Geração das Redes Móveis de Telecomunicações (5G), Redes Definidas por Software (Software Defined Networking – SDN), Virtualização de Funções de Rede (Network Function Virtualization - NFV, Gerência e Segurança de Redes, Modelos e Plataformas para Computação Distribuída Aberta, Sistemas Operacionais e Middleware, Análise de Tráfego de Redes de Computadores, Arquiteturas de Alta Disponibilidade, Computação de Alto Desempenho, Arquiteturas Escaláveis por Projeto, Computação em Nuvem (Cloud Computing), Problemas de Acordo, Replicação de dados, Análise Diagnóstica de Sistemas Computacionais, Computação Ubíqua, Sistemas Hipermídia Adaptativos e e-Learning e u-Learning

## PET Computação e PET Sistemas de Informação
O Programa de Educação Tutorial (PET) foi criado para apoiar atividades acadêmicas, pesquisa e extensão. Sob a orientação de um tutor são realizadas atividades que complementam a formação acadêmica e o curso de graduação. O aluno e o tutor recebem ajuda finaceira de acordo com a Política Nacional de Iniciação Científica.
O Programa de Educação Tutorial foi oficialmente instituído pela Lei 11.180/2005 e regulamentado pelas Portarias nº 3.385/2005, nº 1.632/2006 e nº 1.046/2007. A regulamentação do PET define como o programa deve funcionar, qual a constituição administrativa e acadêmica, além de estabelecer as normas e a periodicidade do processo de avaliação nacional dos grupos.
Na Universidade Federal de Uberlândia, existem 31 grupos PET, dos quais 16 com apoio MEC/SESu e 15 são Institucionais. O PET Computação ligado a Coordenação do Bacharelado em Ciência da Computação foi fundado em 1996 e o PET Sistemas ligado a Coordenação do Bacharelado em Sistemas de Informação foi instituído em 2011.